# Lloró
Lloró est une municipalité située dans le département de Chocó, en Colombie, sur la côte pacifique de la Colombie. Selon certaines sources, elle fut fondée par la population autochtone et nommé en l'honneur Gioro un de leurs chefs et Lloró serait une déformation des conquérants espagnols. Officiellement, la ville fut fondée en 1674 par Pascual Rovira y Picot, et compte en 2012 une population de 10 248 habitants (20 % urbain et 80 % rural).

## Climat
Lloró détiendrait le record absolu de pluviométrie avec une moyenne annuelle de 13 300 mm selon l'UNESCO. Cependant, ce record n'est pas reconnu par l’Organisation météorologique mondiale car il s'agit d'une estimation. Officiellement, les plus fortes précipitations annuelles en Amérique du Sud sont relevées à la station de Quibdó, située à 22,5 km de Lloró, avec 8 991 mm.

## Économie
L'exploitation minière (or et platine), n'est plus la principale activité économique. L'agriculture (ananas, riz, manioc, bananes, cacao et autres fruits) est importante. Le tourisme est en augmentation pour visiter le Marañon et Chado, ainsi que descendre le Rio Capá et son affluent la Mumbaradó.